# التغيير (رواية مويان)
التغيير رواية للكاتب الصيني مو يان، الحائز على جائزة نوبل للآداب عام 2012 ،وجائزة نيومان الصينية 2009 هي عمل أدبي
فريد يجمع بين السيرة الذاتية والتأملات السياسية والاجتماعية في الصين الحديثة.صدرت الرواية عام 2010، وتُرجمت إلى العربية عام 2013 عن الدار العربية للعلوم ناشرون

## أحداث الرواية
تدور أحداث رواية التغيير للكاتب الصيني مو يان في سياق التحولات السياسية والاجتماعية التي شهدتها الصين خلال النصف الثاني من القرن العشرين، حيث يسرد الراوي، الذي يحمل ملامح الكاتب نفسه، ذكريات طفولته وشبابه في قرية ريفية صغيرة، متأثرًا بتغيرات النظام الاشتراكي، الثورة الثقافية، والانفتاح الاقتصادي. من خلال مواقف يومية بسيطة، مثل الحلم بامتلاك معطف عسكري أو الانبهار بقطار سريع، يعكس مو يان كيف أثّرت السياسات الكبرى على حياة الأفراد العاديين، مقدمًا صورة ساخرة ومؤلمة عن التناقضات التي عاشها المجتمع الصيني، في سرد يجمع بين الواقعية والتأمل الذاتي، ويكشف عن هشاشة الطموح الإنساني أمام جبروت التاريخ.

## دلالة عنوان الرواية
دلالة عنوان رواية التغيير للكاتب مو يان تعكس محور الرواية الأساسي، وهو التحول العميق الذي يطرأ على الفرد والمجتمع في ظل ظروف سياسية واجتماعية متقلبة. العنوان يشير إلى رحلة الشخصية الرئيسية، "ليو"، من حالة الضعف والتهميش إلى إدراك ضرورة التغيير لمواجهة الواقع القاسي. كما يرمز إلى التحولات التي شهدتها الصين في العقود الأخيرة، من الفقر والاضطراب إلى محاولات التحديث والانفتاح. العنوان لا يقتصر على التغيير الظاهري، بل يتناول أيضًا التغيرات النفسية والداخلية التي تعصف بالشخصيات، مما يجعله تعبيرًا شاملًا عن صراع الإنسان مع محيطه، وسعيه المستمر للتكيف أو المقاومة في عالم لا يكفّ عن التحول

## شخصيات الرواية
- شخصية ليو، الفلاح البسيط الذي يمثل صوت الإنسان العادي في مواجهة التحولات السياسية والاجتماعية العميقة في الصين. يسعى ليو لتحقيق أحلامه وسط واقع قاسٍ، ويتطور من شخصية ضعيفة إلى رمز للمقاومة الفردية. إلى جانبه.
- وانغ، صديقه المخلص، الذي يجسد الأمل والأحلام الضائعة.
- تشين، الفتاة التي يحبها ليو؛ ترمز إلى الرغبة في التحرر من القيود الاجتماعية والتقاليد.

هذه الشخصيات تتفاعل داخل قرية نائية، حيث تعكس كل منها جانبًا من صراع الهوية، والانتماء، والتغيير في مجتمع يتسم بالفوضى والضغط السياسي.

## اقتباسات من الرواية
"الناس يموتون من المرض، وليس من العمل الشاقّ." – تأمل ساخر في واقع الفلاحين الذين يُرهقون دون أن يُعترف بمعاناتهم.
"الانتقال يقتل الأشجار، إلاّ أنّه يبقي الناس على قيد الحياة." – تعبير رمزي عن التغيير القسري الذي يفرضه الواقع السياسي والاجتماعي.
"كلما اقتربت من الحلم، شعرت أنني أبتعد عن نفسي." – يعكس التناقض بين الطموح الفردي والواقع المفروض.
"في قريتنا، كان القطار أسرع من الأحلام، لكنه لا يتوقف لنا." – صورة شعرية عن التهميش في ظل التقدم.
"القطار لا ينتظر أحداً، تماماً مثل الحياة." – استعارة قوية عن الفرص الضائعة والتغيرات السريعة.
"السلطة لا تحتاج إلى منطق، فقط إلى من يخاف منها." – نقد حاد لطبيعة الحكم الاستبدادي.
"الناس يتغيرون، لكن الأرض تبقى كما هي، تشهد على كل شيء." – تأمل في ثبات الطبيعة مقابل تقلب البشر.

"كنت أظن أنني سأصبح بطلاً، لكنني بالكاد صرت راويًا لحكايات الآخرين." – تعبير عن خيبة الطموح الفردي في ظل واقع قاسٍ.

## أسلوب الرواية
أسلوب رواية التغيير للكاتب الصيني مو يان يتسم بمزج فريد بين الواقعية والخيال، حيث يوظف الكاتب تقنيات السيرة الذاتية بأسلوب سردي يتنقل بين الماضي والحاضر، ليعكس التحولات الاجتماعية والسياسية التي شهدتها الصين من منظور المواطن العادي. يتميز النص بلغة شعرية نابضة بالحياة، ويعتمد على تصوير دقيق لمشاهد الحياة اليومية للفلاحين، مما يمنح الرواية طابعًا إنسانيًا عميقًا. يستخدم مو يان البيئة كعنصر سردي فاعل، حيث تصبح الأرض والقرية رموزًا للتغيير والمقاومة. كما يتجلى في الرواية نقد ساخر للسلطة، وصراع داخلي للشخصيات بين القيم التقليدية والرغبة في التحرر. هذا الأسلوب يجعل الرواية أقرب إلى "تاريخ الناس" لا "تاريخ الحكومات"، ويضعها في مصاف الأعمال الأدبية التي تمزج بين الطابع المحلي والهمّ الإنساني العام

## النقد والاستقبال
رُحّبت رواية التغيير للكاتب الصيني مو يان باستقبال نقدي إيجابي واسع، خاصة بعد فوزه بجائزة نوبل للآداب عام 2012، حيث اعتُبرت الرواية نموذجًا فنيًا يجمع بين السيرة الذاتية والخيال الأدبي في معالجة التحولات السياسية والاجتماعية التي شهدتها الصين. أشاد النقاد بأسلوب مو يان الذي يدمج بين الواقعية السحرية والتقاليد السردية الصينية، مما جعل الرواية تُقارن بأعمال كبار الأدباء مثل ويليام فوكنر وغابرييل غارسيا ماركيز1 . وقد أثنى القراء على قدرة الرواية في تصوير "تاريخ الناس" من منظور الفلاح البسيط، بعيدًا عن السرد الرسمي للأحداث، مما منحها طابعًا إنسانيًا عميقًا2 . كما نالت الرواية تقييمًا جيدًا على منصات القراءة العربية مثل أبجد، حيث عبّر القراء عن إعجابهم بلغتها الشعرية وسردها المؤثر